# Joe Thomasson
Joe Thomasson (Dayton, 16 agosto 1993) è un cestista statunitense naturalizzato georgiano.

## Palmarès

### Squadra
- Campionato polacco: 1

Zielona Góra: 2019-2020
- Liga catalana: 1

Manresa: 2021
- Campionato israeliano: 1

Maccabi Tel Aviv: 2023-2024
- Supercoppa VTB United League: 1

Zenit San Pietroburgo: 2022

### Individuale
- Basketball Champions League Second Best Team: 1

Manresa: 2021-22